# Anthony Lowther
Anthony Lowther (après 1694 – 24 novembre 1741) est un homme politique britannique qui siège à la Chambre des communes de 1721 à 1741.

## Biographie
Il est le troisième et dernier fils de John Lowther (1er vicomte Lonsdale) et de son épouse Katherine Thynne, fille de Henry Frederick Thynne, 1er baronnet (ancêtre des marquis de Bath).
Réputé comme l'un des plus beaux hommes de son époque, il est d'abord élu député de Cockermouth au Parlement le 21 juillet 1721, à la suite du décès de Percy Seymour. Cela est arrangé avec les Lawson d'Isell. Aux élections de 1722, Wilfrid Lawson (3e baronnet) occupe lui-même le siège à Cockermouth, tandis que Lowther est réélu dans les domaines de sa propre famille à Westmorland.
En 1726, il obtient un poste de commissaire aux recettes de l’Irlande, dont il démissionne en 1734, apparemment par crainte de ne recevoir aucune autre prime. Il est supposé avoir contribué à attiser le mécontentement de son frère aîné, le vicomte Lonsdale, ce qui conduit ce dernier à démissionner de son poste de Lord du sceau privé en 1735. Lowther s'oppose à la Convention de Pardo en 1739. Il ne participe pas aux élections de 1741 en mai et meurt en novembre sans être marié.